# N7 (Niger)
Die N7 oder RN7 ist eine hochrangige Straße vom Typ Nationalstraße (französisch route nationale) in der Region Dosso in Niger.

## Verlauf und Charakteristik

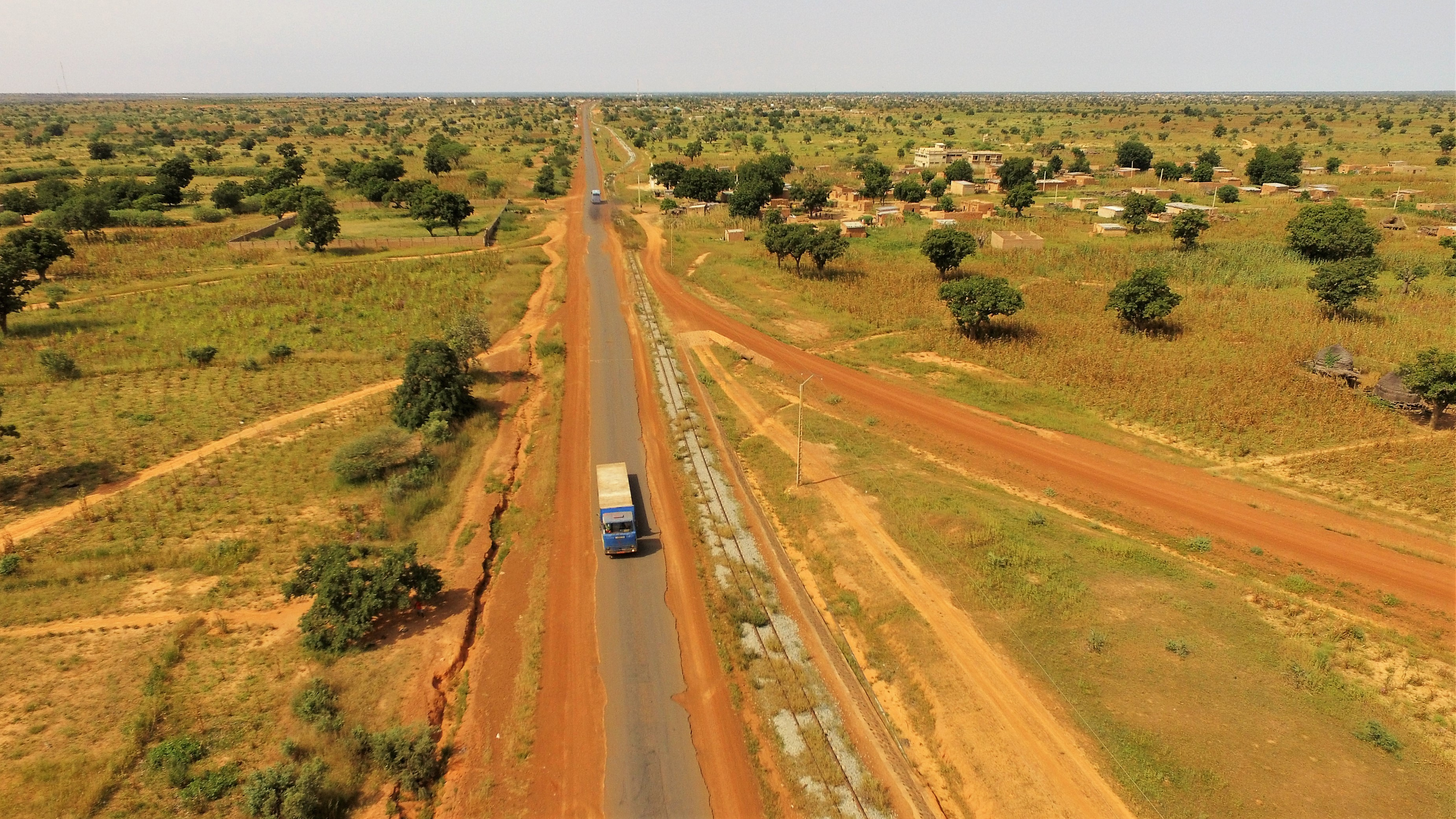
N7 beim Dorf Zamo Dey (2019)

Die N7 ist insgesamt 156,4 Kilometer lang. Sie beginnt in der Regionalhauptstadt Dosso als Abzweigung von der N1. Noch in Dosso zweigen von der N7 zunächst rechts die Route 364 nach Gorou Yéno, dann links die Route 335 nach Zabori ab. Nachdem die N7 das Dorf Zamo Dey passiert hat, zweigt im Dorf Agali links die wieder nach Zabori führende Route 343 ab. Die Nationalstraße verläuft weiter durch das Dorf Kigoudou Koara. Im Weiler Guito Do zweigt rechts die Route 344 nach Sambéra und im Dorf Régi links die Route 363 nach Farey ab.
Nach dem Dorf Siddo Garou erreicht die N7 den Weiler Mafouta, wo links die N2 nach Boureïmi abzweigt. Es folgt eine Straßenkreuzung mit rechtsseitig der Route 357 nach Sia und linksseitig der Route 358 nach Kawara N’Débé. Im Dorf Malgorou zweigt links die nach Guéza Bissala führende Landstraße RR3-002 und beim Weiler Téla rechts die erneut nach Sia führende Route 340 ab. Die N7 verläuft weiter durch die Dörfer Toudou Wada, Koté Koté, Niakoye Tounga und Tounga Tégui. Im Weiler Gouiwa zweigt links die Landstraße RR3-001 nach Yélou ab. Danach folgt die linksseitige Abzweigung der zur Staatsgrenze mit Nigeria führenden N8. Die N7 erreicht die Stadt Gaya, wo zuerst links die Route 327 nach Dolé und dann rechts die N35 nach Winditane abzweigen. Sie passiert die Weiler Kombo und Kotcha, wo rechts die Landstraße RR3-006 nach Tara abzweigt, und schließlich den Weiler Pont. Sie endet auf der nach Malanville führenden Brücke über den Fluss Niger an der Staatsgrenze zu Benin.
Es handelt sich bei der N7 um eine durchgängig asphaltierte Straße. Sie bildet den südlichsten Teil der 650 Kilometer langen Route de l’Uranium („Uranstraße“) zwischen Arlit, dem Zentrum des Uranbergbaus in Niger, und der Staatsgrenze zu Benin. Über sie wird das produzierte Uran außer Landes gebracht. Das Ziel der Straßentransporte ist der Hafen von Cotonou in Benin.

## Geschichte
Die Route de l’Uranium wurde zwischen 1976 und 1980 befestigt und danach durch Verträge mit den Uranbergbauunternehmen instand gehalten.